# Guðri Poulsen
Guðri Poulsen (* 10. Juli 1977) ist eine färöische Badmintonspielerin.

## Karriere
2001 gewann Guðri Poulsen erstmals einen Titel bei färöischen Einzelmeisterschaften, als sie das Mixed mit Erland Poulsen für sich entscheiden konnte. Von 2002 an erkämpfte sie sich bis 2008 in steter Regelmäßigkeit jährlich zwei Titel auf den Färöern. 2006 war sie sogar dreifach erfolgreich, 2009 und 2011 und 2012 dafür nur noch einmal. Mit 19 Titeln ist sie neben Rannvá Djurhuus Carlsson die erfolgreichste Spielerin bei färöischen Meisterschaften.
Bei den Island Games 2009 machte sie international das erste Mal auf sich aufmerksam. Bei dieser Veranstaltung gewann sie die Silbermedaille im Damendoppel und Gold im Teamwettbewerb. 2005 war sie auch schon bei den Island Games am Start gewesen, jedoch sprang mehr als eine Viertelfinalteilnahme bei vier Starts nicht heraus. 2011 belegte Poulsen im Mixed den zweiten Platz und wurde mit dem Team Dritter.

## Sportliche Erfolge
| Saison | Veranstaltung                 | Disziplin   | Platz | Name                                     |
| ------ | ----------------------------- | ----------- | ----- | ---------------------------------------- |
| 2001   | Färöer: Einzelmeisterschaften | Mixed       | 1     | Erland Poulsen / Guðri Poulsen           |
| 2002   | Färöer: Einzelmeisterschaften | Mixed       | 1     | Erland Poulsen / Guðri Poulsen           |
| 2002   | Färöer: Einzelmeisterschaften | Dameneinzel | 1     | Guðri Poulsen                            |
| 2003   | Färöer: Einzelmeisterschaften | Damendoppel | 1     | Ingun Hansen / Guðri Poulsen             |
| 2003   | Färöer: Einzelmeisterschaften | Mixed       | 1     | Erland Poulsen / Guðri Poulsen           |
| 2004   | Färöer: Einzelmeisterschaften | Dameneinzel | 1     | Guðri Poulsen                            |
| 2004   | Färöer: Einzelmeisterschaften | Damendoppel | 1     | Guðri Poulsen / Guðrun Jacobsen          |
| 2005   | Färöer: Einzelmeisterschaften | Dameneinzel | 1     | Guðri Poulsen                            |
| 2005   | Färöer: Einzelmeisterschaften | Damendoppel | 1     | Guðri Poulsen / Nicola Gram              |
| 2006   | Färöer: Einzelmeisterschaften | Damendoppel | 1     | Guðri Poulsen / Brynhild Carlsson        |
| 2006   | Färöer: Einzelmeisterschaften | Mixed       | 1     | Niclas Højgaard Eysturoy / Guðri Poulsen |
| 2006   | Färöer: Einzelmeisterschaften | Dameneinzel | 1     | Guðri Poulsen                            |
| 2007   | Färöer: Einzelmeisterschaften | Damendoppel | 1     | Guðri Poulsen / Brynhild Carlsson        |
| 2007   | Färöer: Einzelmeisterschaften | Dameneinzel | 1     | Guðri Poulsen                            |
| 2008   | Färöer: Einzelmeisterschaften | Damendoppel | 1     | Guðri Poulsen / Guðrun Jacobsen          |
| 2008   | Färöer: Einzelmeisterschaften | Dameneinzel | 1     | Guðri Poulsen                            |
| 2009   | Färöer: Einzelmeisterschaften | Damendoppel | 1     | Guðri Poulsen / Sigrun Smith             |
| 2009   | Island Games                  | Damendoppel | 2     | Guðri Poulsen / Sigrun Smith             |
| 2009   | Island Games                  | Team        | 1     | Färöer                                   |
| 2011   | Färöer: Einzelmeisterschaften | Damendoppel | 1     | Sigrun Smith / Guðri Poulsen             |
| 2011   | Färöer: Einzelmeisterschaften | Mixed       | 3     | Benjamin Gunnarstein / Guðri Poulsen     |
| 2011   | Island Games                  | Mixed       | 2     | Niclas Højgaard Eysturoy / Guðri Poulsen |
| 2011   | Island Games                  | Team        | 3     | Färöer                                   |
| 2012   | Färöer: Einzelmeisterschaften | Dameneinzel | 2     | Guðri Poulsen                            |
| 2012   | Färöer: Einzelmeisterschaften | Damendoppel | 1     | Rannvá Djurhuus Carlsson / Guðri Poulsen |
| 2012   | Färöer: Einzelmeisterschaften | Mixed       | 2     | Niclas Højgaard Eysturoy / Guðri Poulsen |